# Kempfendorfer Berg
Der Kempfendorfer Berg (729 m ü. A.) ist ein Berg im Unteren Mühlviertel in Oberösterreich.
Er erhebt sich zwischen Feldaist und Gusen bzw. zwischen der Mühlkreisautobahn und der Summerauer Bahn. Südlich der Erhebung befindet sich das namensgebende Gehöft Kempfendorf.
Bekannt ist er durch die Sendeanlage, er ist aber auch über mehrere Wanderwege erschlossen und bietet eine gute Aussicht, besonders auf das Schloss Weinberg und in das Tal der Feldaist.